# Акер (стадион)
«Акер» (норв. Aker) — футбольный стадион в Молде, Норвегия. Домашняя арена клуба Молде. Рекорд посещаемости, 13 308 зрителей, был зафиксирован в 1998 году, в матче чемпионата Норвегии против «Русенборга».
Является самым маленьким стадионом 4-й категории УЕФА.